# انتخابات الرئاسة السريلانكية 2005
انتخابات الرئاسة السريلانكية 2005 هي الانتخابات الرئاسية التي جرت في 17 نوفمبر 2005، لانتخاب رئيس سريلانكا، فاز بالانتخابات ماهيندا راجاباكشا.

## معرض صور

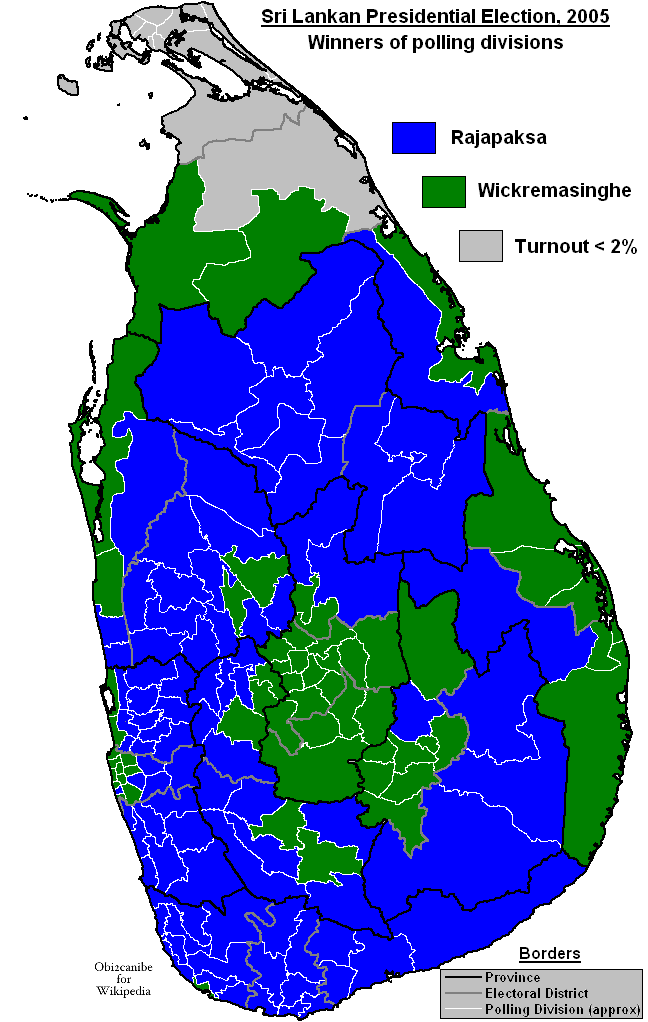